# Poa kunthii
La Poa kunthii és una espècie d'herba de la família de les Poàcies. De forma natural es fa únicament als Andes equatorians. En la pàgina de l'IUCN s'indica que no se n'ha recollit [científicament] cap exemplar des de l'expedició Humboldt-Bonpland, als anys 30 del segle xix.
Va ser descrita científicament pel botànic Carl Axel Magnus Lindman a Bot. Jahrb. Syst. 44: 45. 1909, i rebé el nom en homenatge al naturalista alemany i catalogador de les col·leccions Humboldt-Bonpland Carl Sigismund Kunth.